# Lope de Aguirre, príncipe de la libertad
Lope de Aguirre, príncipe de la libertad es la sexta novela del escritor venezolano Miguel Otero Silva. Fue publicada por Editorial Seix Barral en 1979.

## Reseña
La narrativa es una reconstrucción de la vida del conquistador español Lope de Aguirre en la que antagoniza la visión generalmente demonizadora de sus biógrafos.
En la novela, Otero narra una trágica expedición en búsqueda de "El Dorado" a sugerencia del virrey de Perú, al mando del  Capitán Pedro de Ursúa, en 1560. Lope de Aguirre perteneció a esta expedición dirigida por Ursúa, quien fue en compañía de su amante, Inés de Atienza.
Las arbitrariedades de Ursúa llevaron a un grupo de soldados a planear su asesinato, y escribieron una carta al Rey Felipe II de España para explicar la decisión. La carta fue firmada por todos, incluyendo Lope de Aguirre, quien incluyó la palabra "traidor". Posteriormente, el cansancio, las enfermedades, las muertes y las conspiraciones llevaron a Lope de Aguirre a un rol protagónico en el que asesinó a sus oponentes y cambió el curso de la expedición. 
Otero se basa en el texto dirigido al Rey Felipe II por Aguirre en el que se declara independiente de la corona y le niega derecho a las tierras del nuevo mundo como ejemplo precursor de la independencia americana.
- Datos: Q5978808